# Brandan Robertson
Brandan Robertson (* 24. června 1992) je americký queer křesťan, aktivista, spisovatel a řečník. Vede misijní sbor v San Diegu v Kalifornii, USA.
Stal se výraznou postavou hnutí za rovnost sňatků mezi americkou evangelikální komunitou. Po stvrzení manželství stejnopohlavních párů Nejvyšším soudem Spojených států v roce 2015 pronesl řeč na oslavách tohoto historického rozhodnutí v Národní katedrále ve Washingtonu.
Okrajově se ve své knize The Gospel of Inclusion: A Christian Case for LGBT+ Inclusion in the Church (2019) souhlasně vyjádřil k vícenásobným milujícím svazkům (polyamorii).
Spolupracuje s národními i mezinárodními institucemi s cílem podpory lidských práv pro všechny lidi bez ohledu na jejich genderovou identitu.